# Osservatore nell'acqua
(Gandalf ne Il Signore degli Anelli)

L'Osservatore nel film La Compagnia dell'Anello

L'Osservatore nell'acqua è una creatura fantastica di Arda, l'universo immaginario fantasy creato dallo scrittore inglese J. R. R. Tolkien.
Compare ne Il Signore degli Anelli, dove non viene spiegato cosa sia la creatura denominata Osservatore; esso (o essi, poiché i suoi "tentacoli" potrebbero appartenere ad un insieme di creature, sebbene Gandalf sostenga che tutti fossero mossi da un unico intento) dimora nelle acque del Sirannon, il Rivo del Cancello, innanzi alle Mura ed al Cancello di Moria, ad occidente di Moria stesso.
Il nano Óin, secondo il Libro di Mazarbul, morì a causa dell'Osservatore, che lo catturò mentre i nani cercavano di uscire dalla porta occidentale di Moria perché assediati dagli orchi dalla porta orientale.
L'Osservatore aggredisce la Compagnia dell'Anello mentre questa sta varcando il Cancello di Moria, disturbato da un sasso scagliato nelle sue fetide acque (da Boromir nel romanzo, da Pipino nella trasposizione cinematografica). Con i suoi numerosi tentacoli esso attacca la Compagnia e abbranca Frodo Baggins alla caviglia, ma Samvise Gamgee salva quest'ultimo pugnalando il tentacolo che lo aveva afferrato (nel film, l'intera Compagnia affronta la creatura, mentre nel romanzo trova subito riparo oltre l'ingresso di Moria).

## Adattamenti
Nel film di Peter Jackson Il Signore degli Anelli - La Compagnia dell'Anello, l'Osservatore nell'acqua è stato rappresentato come una sorta di gigantesco cefalopode dagli innumerevoli tentacoli, dotato di una bocca mostruosa.
In La Terra di Mezzo: L'ombra di Mordor, nella descrizione della Peschiera di Núrnen, si narra di un terribile mostro marino che abita le acque del Mare di Núrn, chiamato da tutti il Guardiano. L'aspetto con cui questo mostro viene mostrato è basato sulla trasposizione cinematografica dell'Osservatore nell'acqua data da Peter Jackson.